# Iresine pedicellata
Iresine pedicellata là loài thực vật có hoa thuộc họ Dền. Loài này được Eliasson mô tả khoa học đầu tiên năm 1987.